# Liste der Kulturdenkmäler in Becherbach (Pfalz)
In der Liste der Kulturdenkmäler in Becherbach sind alle Kulturdenkmäler der rheinland-pfälzischen Ortsgemeinde Becherbach einschließlich der Ortsteile Gangloff und Roth aufgeführt. Grundlage ist die Denkmalliste des Landes Rheinland-Pfalz (Stand: 2. August 2023).

## Einzeldenkmäler
| Bezeichnung              | Lage                                     | Baujahr                            | Beschreibung | Bild            |
| ------------------------ | ---------------------------------------- | ---------------------------------- | --- | --------------- |
| Evangelische Kirche      | Becherbach, Hauptstraße 93 Lage          | 1791                               | klassizistischer Saalbau, 1791–93, Architekt Friedrich Gerhard Wahl                                                                       | Fotos hochladen |
| Hofanlage                | Becherbach, Oberdorf 104 Lage            | erste Hälfte des 19. Jahrhunderts  | L-förmige Hofanlage; Einfirsthaus, erste Hälfte des 19. Jahrhunderts                                                                      | BW              |
| Hofanlage                | Gangloff, Brögt 277 Lage                 | Anfang des 19. Jahrhunderts        | Hofanlage; Einfirsthaus, Krüppelwalmdachbau, teilweise Fachwerk, Anfang des 19. Jahrhunderts                                              | BW              |
| Hofanlage                | Gangloff, Roßbergstraße 220 Lage         | Anfang des 19. Jahrhunderts        | Hofanlage; Einfirsthaus, teilweise Fachwerk, Anfang des 19. Jahrhunderts                                                                  | BW              |
| Hofanlage                | Gangloff, Roßbergstraße 235 Lage         | zweite Hälfte des 18. Jahrhunderts | Hofanlage; spätbarockes Einfirsthaus, Krüppelwalmdachbau, teilweise Fachwerk, wohl aus der zweiten Hälfte des 18. Jahrhunderts            | BW              |
| Schulhaus                | Gangloff, Roßbergstraße, zu Nr. 293 Lage | Mitte des 19. Jahrhunderts         | ehemalige Schule; spätklassizistischer Sandsteinquaderbau, Mitte des 19. Jahrhunderts                                                     | BW              |
| Evangelische Pfarrkirche | Gangloff, Roßbergstraße 295 Lage         | 1832–35                            | klassizistischer Saalbau, 1832–35 | BW              |
| Hofanlage                | Roth, Schulgasse 325 Lage                | 16. oder 17. Jahrhundert           | Hofanlage; Einfirsthaus, Bruchstein, im Kern wohl aus dem 16. oder 17. Jahrhundert, im 19. Jahrhundert überformt, Scheune bezeichnet 1921 | BW              |
| Hofanlage                | Roth, Schulgasse 326 Lage                | 18. Jahrhundert                    | Dreiseithof, 19. oder 20. Jahrhundert; zweiteiliges Fachwerkhaus, im Kern wohl barock, 18. Jahrhundert                                    | BW              |
| Wohnhaus                 | Roth, Vordergasse 305 Lage               | 19. Jahrhundert                    | gründerzeitlich-spätklassizistisches Wohnhaus, bezeichnet 1910, im Kern wohl aus dem 19. Jahrhundert                                      | BW              |